# Rolf Berger (General)

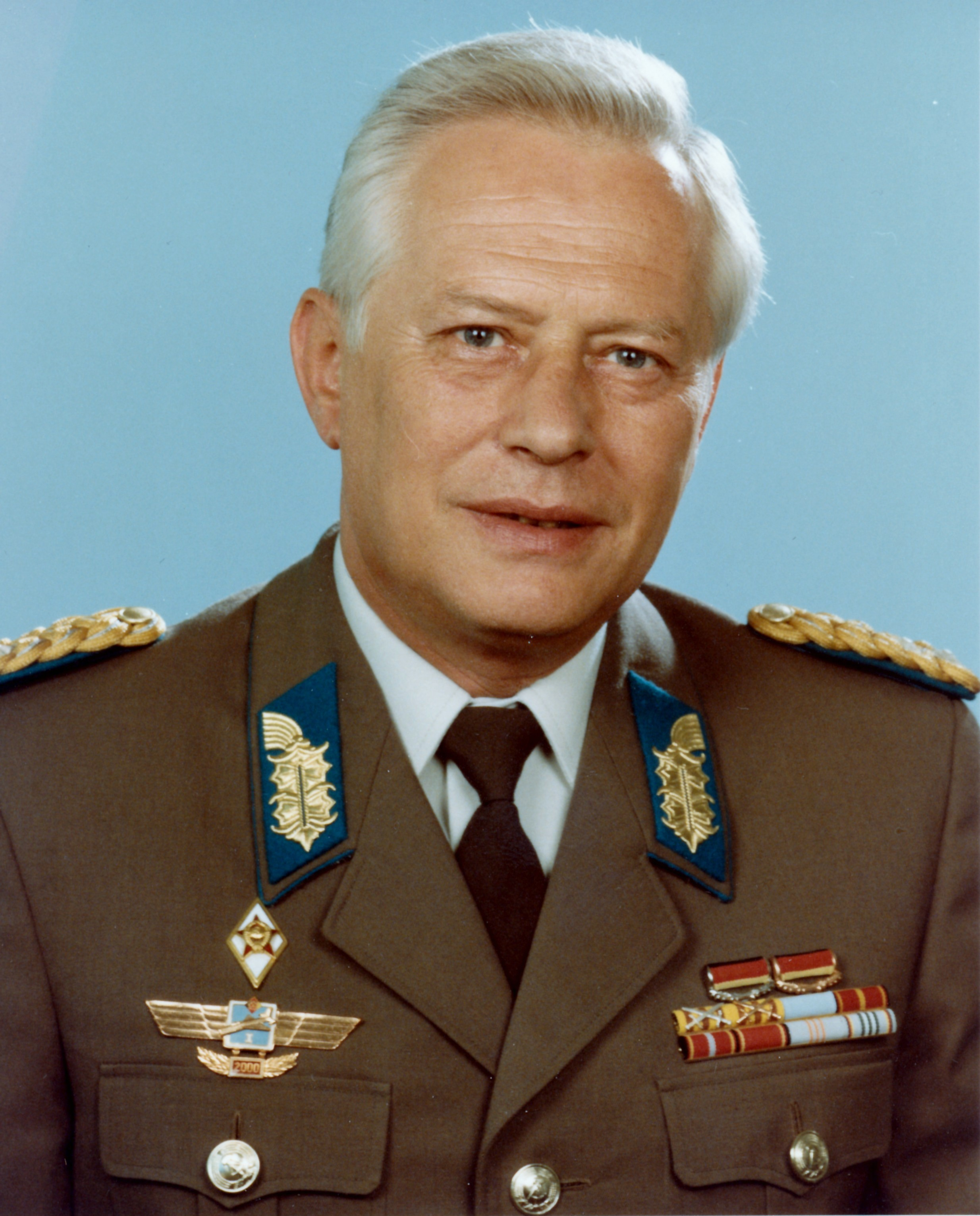
Rolf Berger (1990)

Rolf Berger (* 29. Dezember 1936 in Leipzig; † 29. Juli 2009 in Strausberg) war ein deutscher Offizier, zuletzt im Rang eines Generalleutnants  der NVA. Er war der letzte Chef des Kommandos Luftstreitkräfte/Luftverteidigung der Nationalen Volksarmee.

## Leben
Der Sohn eines Elektrikers wurde nach dem Abitur Berufssoldat. Im Jahre 1955 trat Berger der SED und den bewaffneten Organen bei. Er war von 1955 bis 1958 Offiziersschüler an der Fliegerschule (später FAG-25) in Bautzen. Nach dem Abschluss diente Berger bis 1959 als Flugzeugführer im JG-7. Von 1960 bis 1961 war er Stellvertreter des Kommandeurs für politische Arbeit in diesem Geschwader. Nach dem Studium an der Militärakademie Friedrich Engels in Dresden von 1961 bis 1964, das er als Jahrgangsbester mit Sonderdiplom des Ministers für Nationale Verteidigung beenden konnte, diente Berger bis 1965 als Leiter Lufttaktik/Luftschießen im JG-9. Dieser Stellung schloss sich der Dienst bis 1968 als Stellvertretender Kommandeur für fliegerische Ausbildung an, bevor er bis 1973 Kommandeur des JG-9 wurde. 1973 erfolgte Bergers Wechsel in das Kommando LSK/LV der Luftstreitkräfte der NVA. Dort war er bis 1977 Leiter Ausbildung der Jagdflieger- und Jagdbomberfliegerkräfte. Von 1977 bis 1980 diente Berger als Stellvertretender Kommandeur für Jagdflieger in Stab der 1. Luftverteidigungsdivision in Cottbus.
Er war neben Sigmund Jähn, Eberhard Köllner und Eberhard Golbs einer der Kandidaten für den DDR-Weltraumflug.
Sein Studium an der Generalstabsakademie der UdSSR von 1980 bis 1982 schloss Berger als Diplom-Militärwissenschaftler ab. Nach der Rückkehr wurde er Kommandeur der 3. Luftverteidigungsdivision in Trollenhagen. Berger wurde am 1. März 1984 zum Generalmajor ernannt. 1986 kehrte er in das Kommando der LSK/LV zurück. Dort wurde Berger als Nachfolger von Manfred Barthel am 1. Februar 1986 zum Stellvertreter des Chefs LSK/LV und Chef des Stabes ernannt. Am 7. Oktober 1988 wurde Berger zum Generalleutnant befördert.
Nach der Verabschiedung von Generaloberst Wolfgang Reinhold im Rahmen der friedlichen Revolution in der DDR wurde Berger am 1. Dezember 1989 als Chef des Kommandos LSK/LV berufen. Sein Nachfolger als Chef des Stabes wurde Generalmajor Günter Voigt. Die Funktion als Chef des Kommandos LSK/LV übte Generalleutnant Berger bis zum Ende der DDR und der NVA aus.
Berger wurde am 3. Oktober 1990 in die Bundeswehr übernommen, nahm jedoch innerhalb dieser nur eine zivile Beraterfunktion für die Luftstreitkräfte wahr.
Im Jahre 2009 starb Rolf Berger und wurde auf dem evangelischen Friedhof in der Berliner Straße in Strausberg bestattet.

## Auszeichnungen
- Vaterländischer Verdienstorden in Silber und Bronze (1985)
- Ehrentitel Verdienter Militärflieger der DDR